# فيدونة
الفِيَدونة (بالقُرشقيّة ؛ Fiadone) هي كعكة جبن قُرِشقية بدون طبقة سفلية مصنوعة من وجبن Brocciu والسكر وبرش الليمون والبيض. قد تكون دائرية أو مستطيلة. تطهى بالفرن ويقدم باردةً.